# Kotzebue Sound
El Kotzebue Sound o golfo de Kotzebue es un brazo del mar de Chukotka en la región occidental del estado de Alaska (EE. UU.). 

## Geografía
El Kotzebue Sound está limitado al sur por la península de Seward; al oeste, por la península de Baldwin; y al norte, por el continente. La península de Baldwin delimita en su interior una zona más abrigada, la del Hothan Inlet, que comunica con el lago Selawik. En el fondo oriental está la bahía Eschscholtz.
Tiene una longitud de unos 160 km y 110 km de ancho. Las ciudades de Kotzebue (3.152 hab. en 2007), Kiwalik y Deering (140 hab.)se encuentran en las orillas del Kotzebue Sound. 
En el golfo desaguan los ríos Noatak (675 km), Selawik (225 km) y Kobuk (451 km). Hay algunas pequeñas islas, como Chamisso y Puffin.
La mayoría de las riberas del sound están protegidas: la parte norte, pertenece al Cape Krusenstern Monument; la parte central a la reserva nacional Noatak y al parque nacional Valle de Kobuk; y la parte meridional pertenece a la Bering Land Bridge National Preserve. Además, las dos pequeñas islas de Chami y Puffin pertenecen a la Chamisso Wilderness, establecida en 1975.

## Historia
Hay evidencias arqueológicas de que los inupiaq han vivido en la región del Kotzebue Sound, al menos desde el siglo XV. La zona de la actual ciudad de Kotzebue fue pronto ocupada, ya que debido a su ubicación, era un centro de comercio y recolección de toda la zona. Los ríos Noatak, Selawik y Kobuk forman un centro para el transporte a los puntos del interior. Kotzebue, era conocido por los nativos como Kikiktagruk o Qikiqtagruk, lo que significa «casi una isla» en la lengua inupiaq, en una referencia al casi espigón de la península de Baldwin. 
El Kotzebue Sound fue explorado por los occidentales en 1816 por el teniente alemán Otto von Kotzebue, mientras realizaba una expedición en la búsqueda del Paso del Nordeste al servicio de la Armada Imperial rusa. También estuvo en la zona en 1826 el capitán británico de la Royal Navy Frederick William Beechey, que nombró el Hotham Inlet.
Además de los nativos del interior, los habitantes del Lejano Oriente ruso comenzaron a llegar para comerciar a Kotzebue con pieles, aceite de foca, cueros, fusiles y municiones. Con la llegada de los balleneros, comerciantes, buscadores de oro y los misioneros el centro de comercio se fue ampliando.
El pastoreo del reno se introdujo en la zona en 1897. A pesar de que en Alaska había caribús, la forma de renos salvajes, los renos domesticados fueron llevados a Alaska desde Asia. En 1899 se estableció en Kotzebue una oficina de correos de los Estados Unidos.

## Fauna

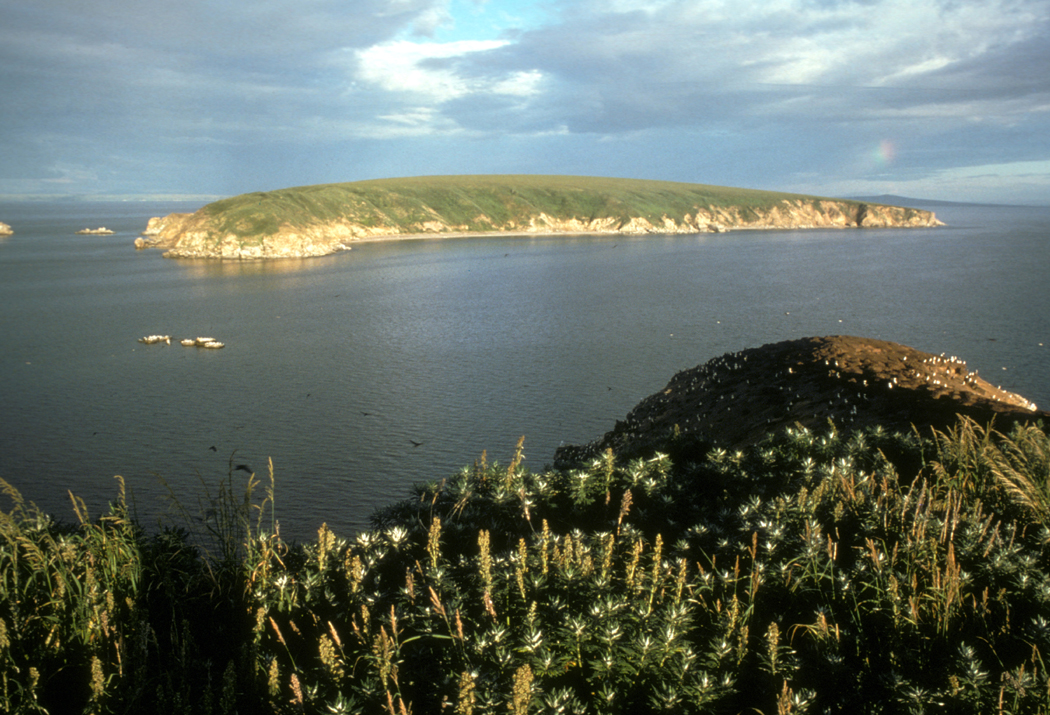
Vista de la isla Chamisso, parte de la Chamisso Wilderness

Hay una gran variedad de aves en el Kotzebue Sound, en especial de frailecillo de cola grande, de gavia ártica y de colimbo chico.
La región es un buen lugar para observar al oso polar, Ursus maritimus, y de hecho el récord mundial del mayor oso polar (2,210 libras) fue observado en el Kotzebue Sound.

## Clima
El Kotzebue Sound está situado en una zona de transición climática, que se caracteriza por inviernos largos y fríos y veranos frescos, con grupo climático polar.La media de las temperaturas bajas durante el mes de enero es —24 °C; la media de la temperatura máxima en el mes de julio es de 14 °C. Las temperaturas extremas van desde —47 °C la más fría a 29 °C, la más caliente. La media de las nevadas es de 1.016 mm, con un total de precipitaciones de 229 mm al año. Las aguas del Kotzebue Sound están libres de hielo desde principios de julio hasta principios de octubre.